# カヴール (空母)
カヴール（イタリア語: Cavour, C 550）は、イタリア海軍の軽空母。艦名はイタリア王国の初代首相カミッロ・カヴールに由来しており、その名に因んだ艦はコンテ・ディ・カブール級戦艦一番艦「コンテ・ディ・カブール」に次いで2隻目である。

## 来歴
「ジュゼッペ・ガリバルディ」の竣工直後より、イタリア海軍は2隻目の軽空母の保有を計画した。「ジュゼッペ・ガリバルディ」が「ヴィットリオ・ヴェネト」などヘリコプター巡洋艦の延長線上で開発されたのに対し、この2隻目の軽空母は揚陸艦任務も重視してウェルドックを設置するなど、強襲揚陸艦に近いものとして構想されていた。
90年代中ごろになると、この計画はNUM（Nuova Unità Maggiore: 新型大型艦）として具体化した。96-97年版のジェーン海軍年鑑で掲載された設計はスペイン海軍の「プリンシペ・デ・アストゥリアス」に近く、20,100トンの制海艦として軽空母任務を重視したものとなっており、艦名は「ジュゼッペ・マツィーニ」（Giuseppe Mazzini）が予定されていた。しかし、続く97-98年版においては、むしろアメリカ海軍のタラワ級を小型化したような14,000トンの強襲揚陸艦となり、98-99年版では28,000トンに大型化して、艦名は「ルイージ・エイナウディ」とされた。この案では、主機はLM2500ガスタービンエンジン2基によるCOGAG方式、速力は25ノット、ウェルドックも備えることとされていた。その後、2001-02年版で、主機を2基増やして速度を30ノットに強化、ウェル・ドックも廃した軽空母として再度変更され、この案で発注が行なわれた。
イタリアの造船会社フィンカンティエリが受注し、セストリ・レヴァンテに所在するリヴァ・トリゴーゾ造船所で、2001年7月17日に起工した。この時点での艦名は「ルイージ・エイナウディ」であったが、建造途中に艦名は「アンドレア・ドーリア」に変更され、2004年7月20日に進水した。艤装中、さらに艦名は「カヴール」と変更されて、就役した。

## 設計

### 船体

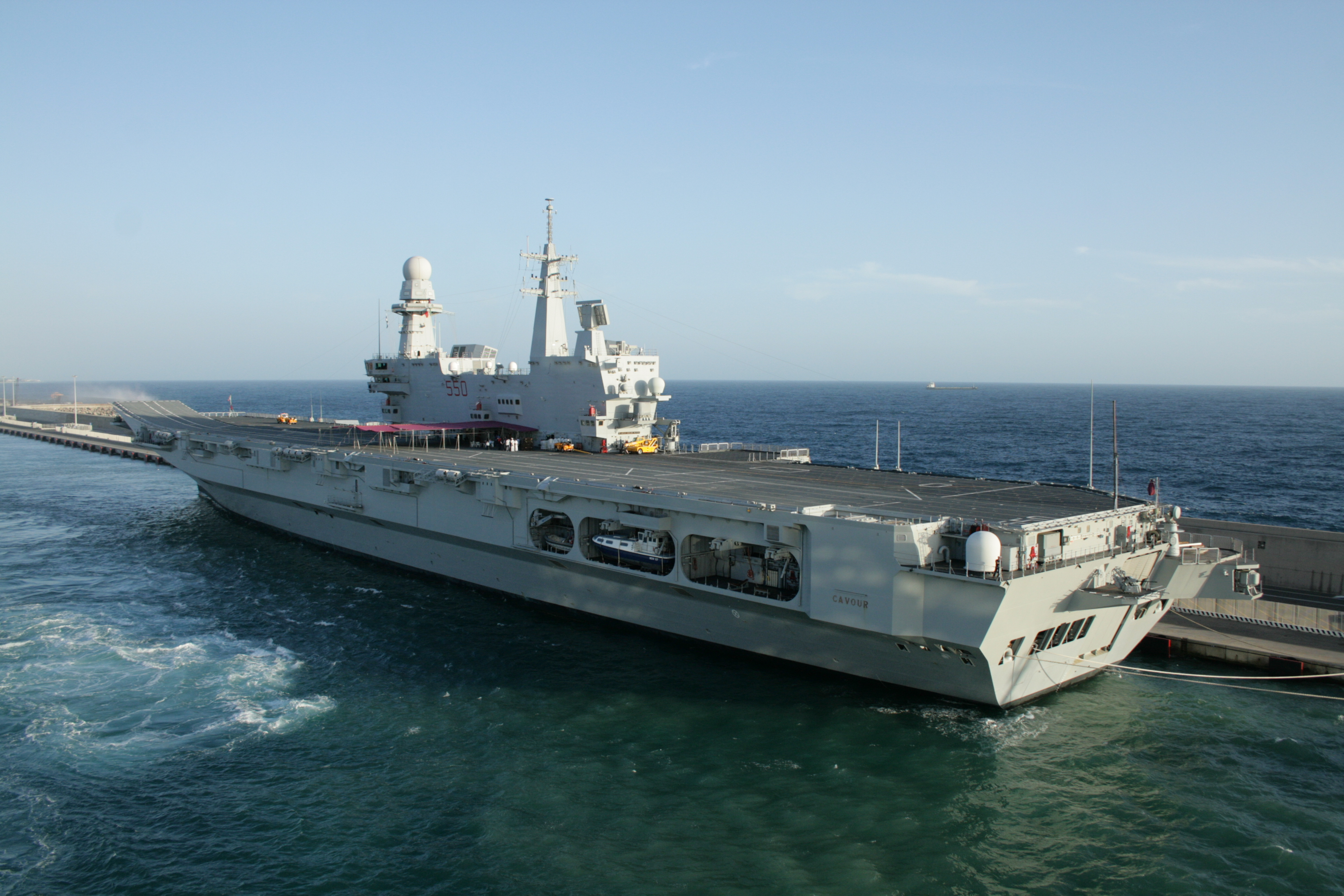
艦尾側。

船型としては平甲板型の空母艦型が採用されており、全通した上甲板はほぼ全域が飛行甲板とされている。その1層下の第1甲板はギャラリデッキとされており、戦闘指揮所（CIC）などの司令部区画や食堂などの居住区が設けられている。その下の格納庫は3層分の高さを確保した。また安定的な航空機の運用能力を確保するため、引き込み式のフィンスタビライザーを片舷2枚ずつ計4枚装備して安定化に努めている。
医療区画は430平方メートルの容積を確保し、充実した設備を備えている。病室のほか、手術室3室と歯科治療室が設定され、血液検査、X線撮影、コンピュータ断層撮影（CT）などの検査に対応できる。
なお造水設備として、日量70トンの逆浸透膜式海水淡水化装置が搭載されている。

### 機関
主機関は、基本的には「ジュゼッペ・ガリバルディ」と同様、ゼネラル・エレクトリック LM2500ガスタービンエンジンをCOGAG方式で2基ずつ4基、両舷2軸に配しているが、艦型の大型化に伴って、より大出力のモデルが採用されており、合計出力は46％増加して118,000馬力とされた。また所要の速力を確保するため、船型を細長くすることで抵抗の減少を図っているが、それでも最大速力は28ノットと、「ジュゼッペ・ガリバルディ」より2ノット低下している。
抗堪性向上のため機関はシフト配置とされており、前部機械室が左舷軸、後部機械室が右舷軸を駆動するものとされ、それぞれの機械室には2基のガスタービン主機と減速機が1組として収容されている。またその間には25メートルの中間区画が設置されている。推進器としては、ガスタービン艦の通例として可変ピッチ・プロペラ（CPP）が採用されている。また#輸送揚陸機能を重視したことから、精密な操艦が要求される場合に備えて2基のサイドスラスターを有するほか、推進軸に接続された発電機をモーターとして使用しての電気推進により、9ノットまでの低速航行にも対応できる。
主発電機としては、出力2,200キロワットのディーゼル発電機を6基搭載しており、3基ずつ前後の機械室に設置されている。一次電流は660ボルト・50ヘルツの交流で、8基の変圧器によって、440ボルト、380ボルト、115ボルトに変圧して配電する。

## 能力

### 航空運用機能

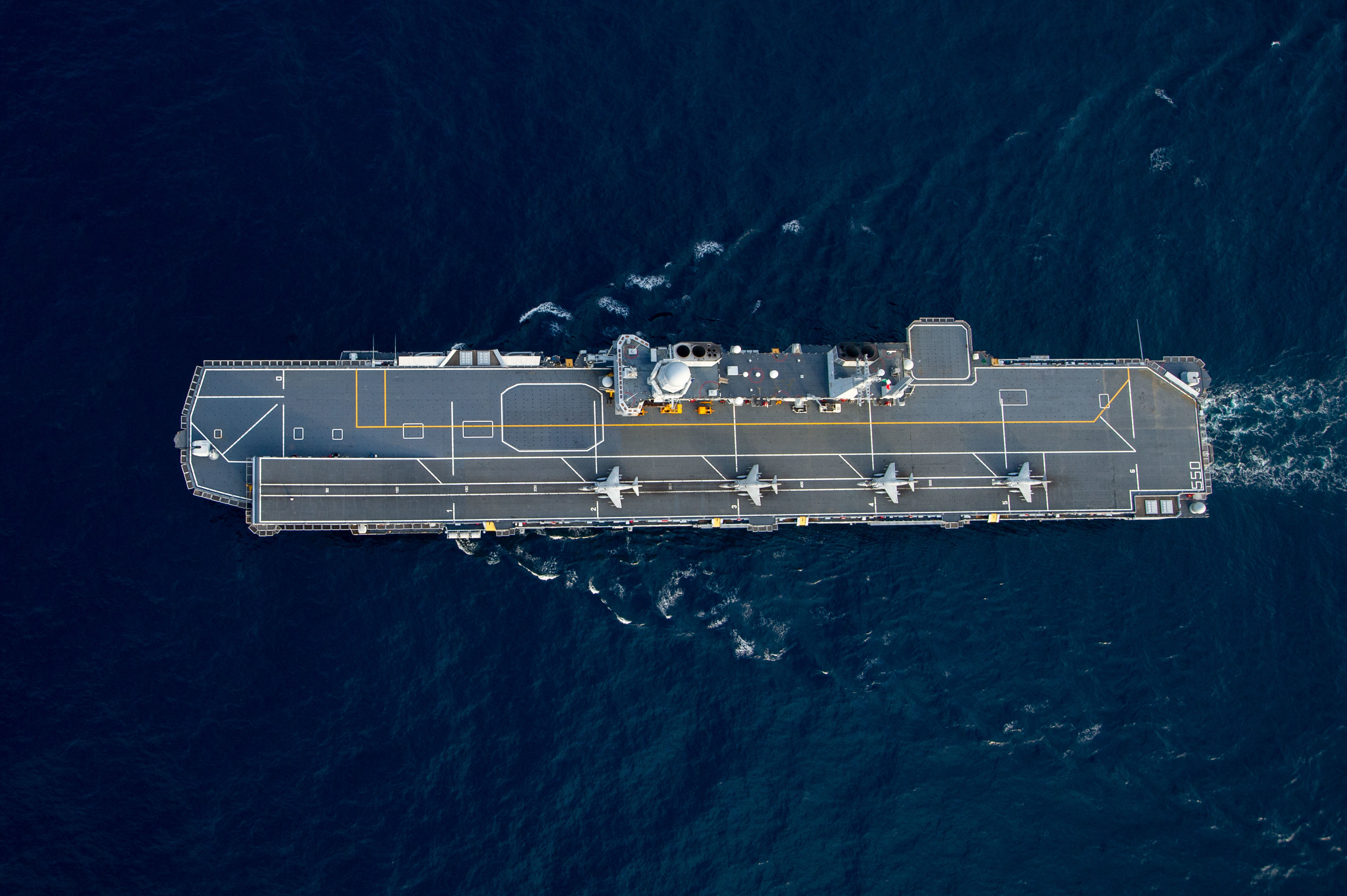
真上から見た飛行甲板

飛行甲板は長さ220×幅34メートルで、左舷側の前端には12度の傾斜をもつスキージャンプ勾配が設置されている。スキージャンプ後方から艦尾にかけての平坦部分184×14メートルの空間が、固定翼機の滑走レーン及びヘリコプターの発着用とされている。滑走レーンについては、従来の「ジュゼッペ・ガリバルディ」ではアイランドとの干渉を避けるために、船体中心線からやや斜めにとられていたのに対し、本艦では船体中心線と平行になっており、スキージャンプ勾配の傾斜角が増したのと同様、船体大型化の恩恵があらわれている。またヘリコプター発着スポットについては、滑走レーン上に6個が設定されているほか、常時待機の救難ヘリコプタ―用としてもう1個、アイランド前方の右舷寄りに小型のスポットが設置されている。
下に1層にギャラリデッキをおいて設けられた格納庫は船体長の60パーセントに及ぶ長大なもので、長さ134×幅21×高さ6メートルが確保されており、また整備スペースでは11メートルの高さとされた。ここには、12機のヘリコプターか8機の垂直/短距離離着陸機を搭載可能であり、飛行甲板には8機が待機可能である。飛行甲板と格納庫を連絡するエレベーターは、四角形状の弾薬用エレベーター（耐荷重は15トンと7トン）と八角形状の航空機用エレベーター（耐荷重30トン）がそれぞれ2基ずつ設置されている。「ジュゼッペ・ガリバルディ」では航空機用エレベーターは全てインボード方式とされていたが、本艦では後方の大型の物がデッキサイド式となっており、はねあげて格納することもできる。

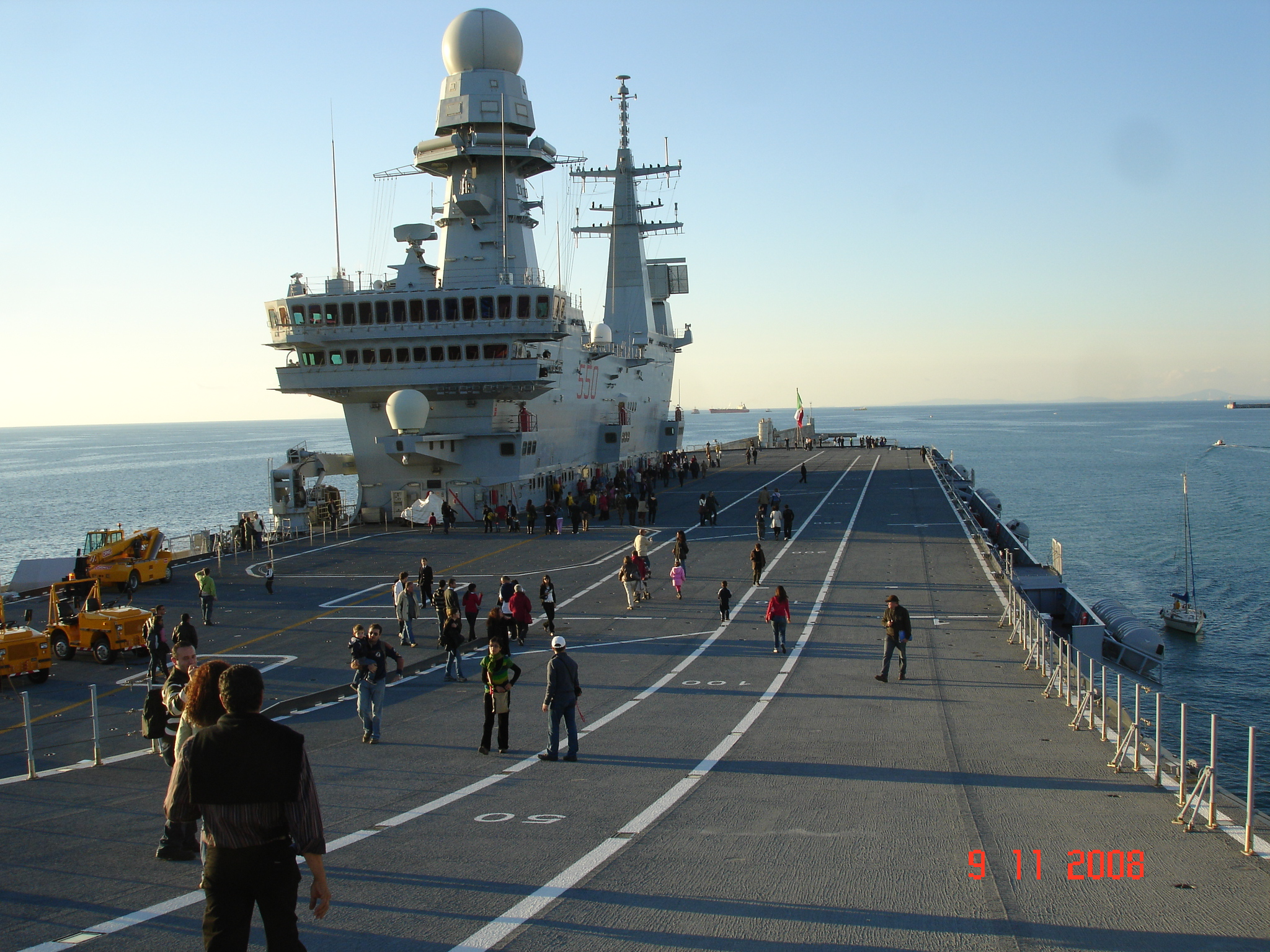
艦首スキージャンプから見た飛行甲板
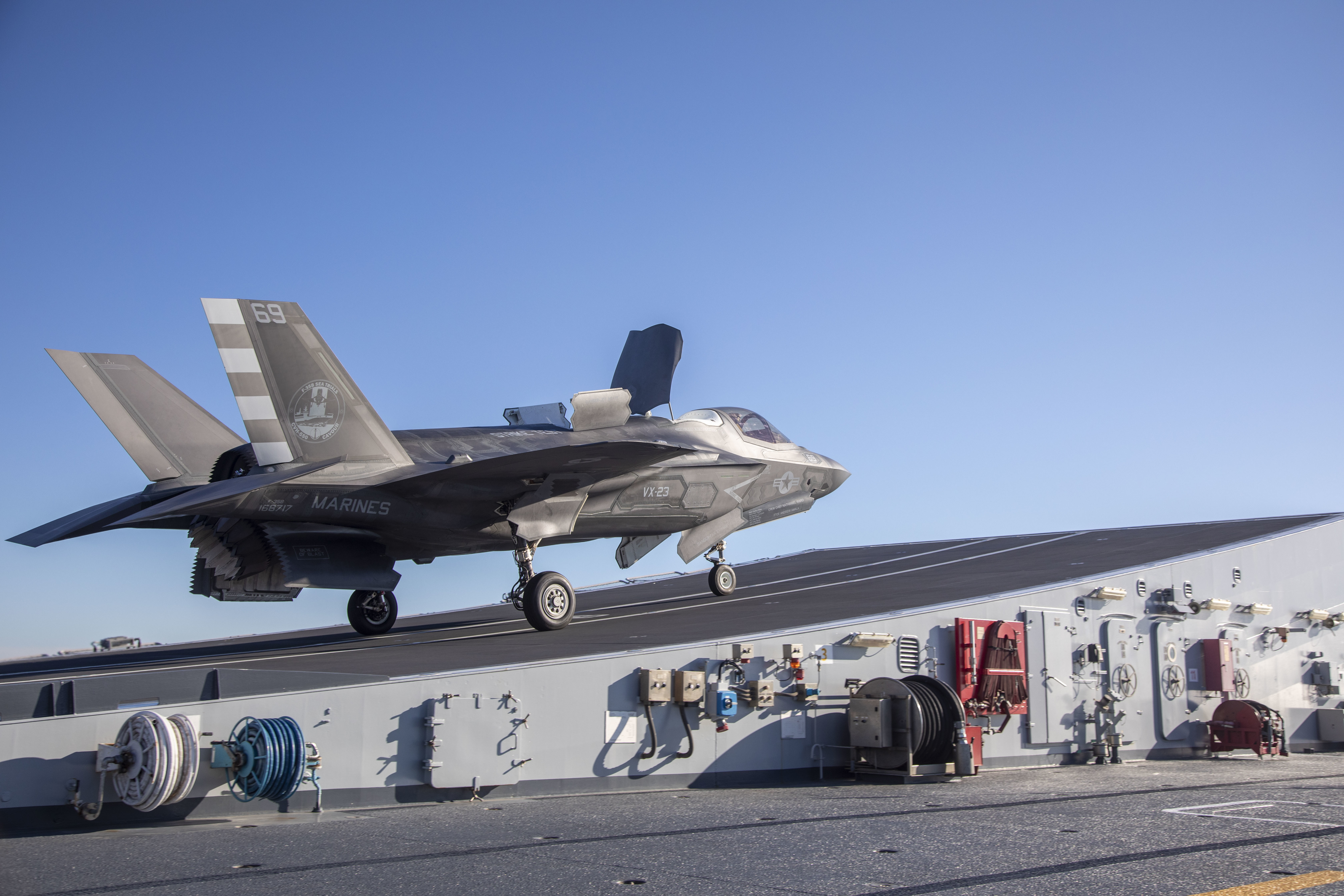
スキージャンプを使って発艦するF-35B戦闘機
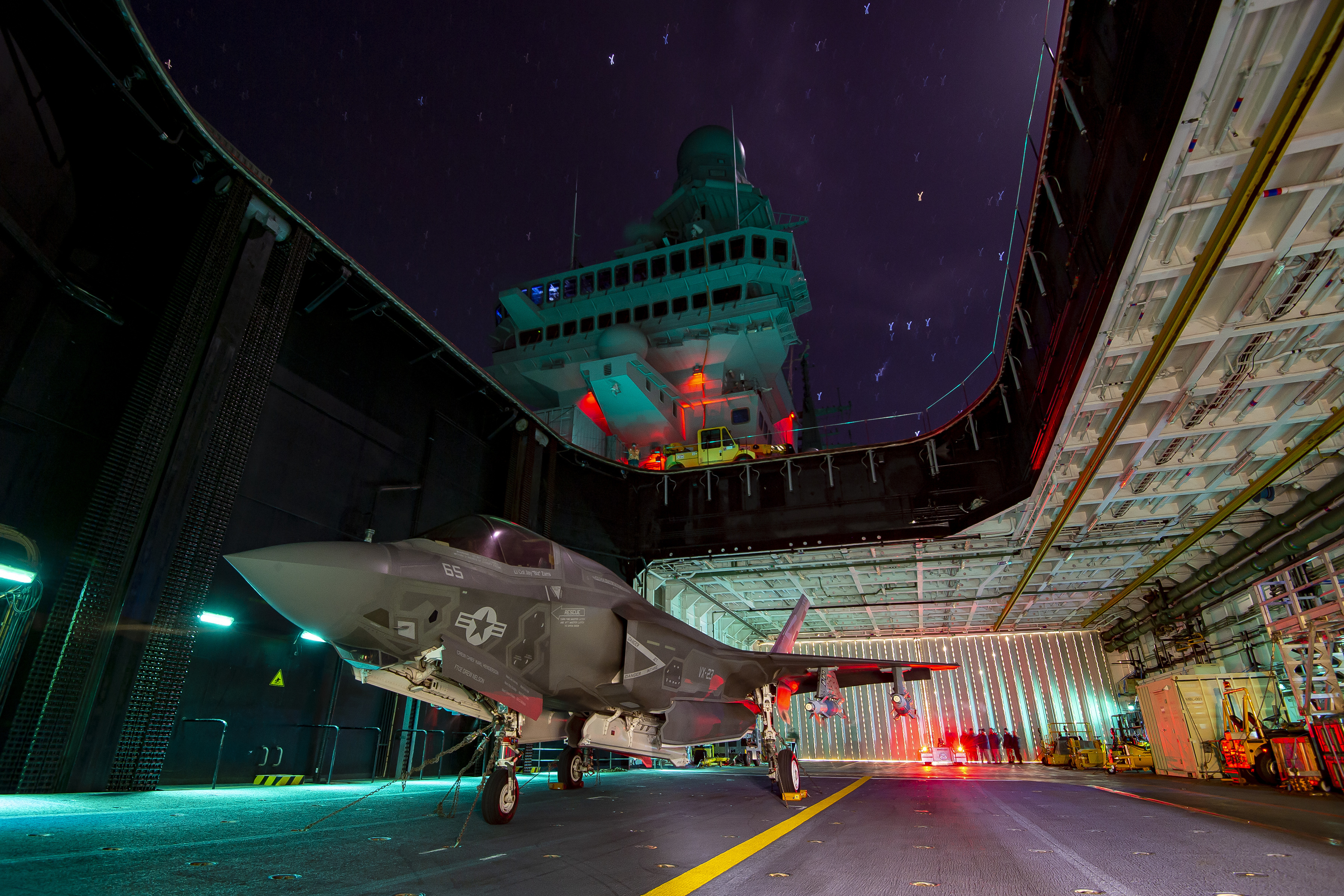
エレベータ上のF-35B戦闘機
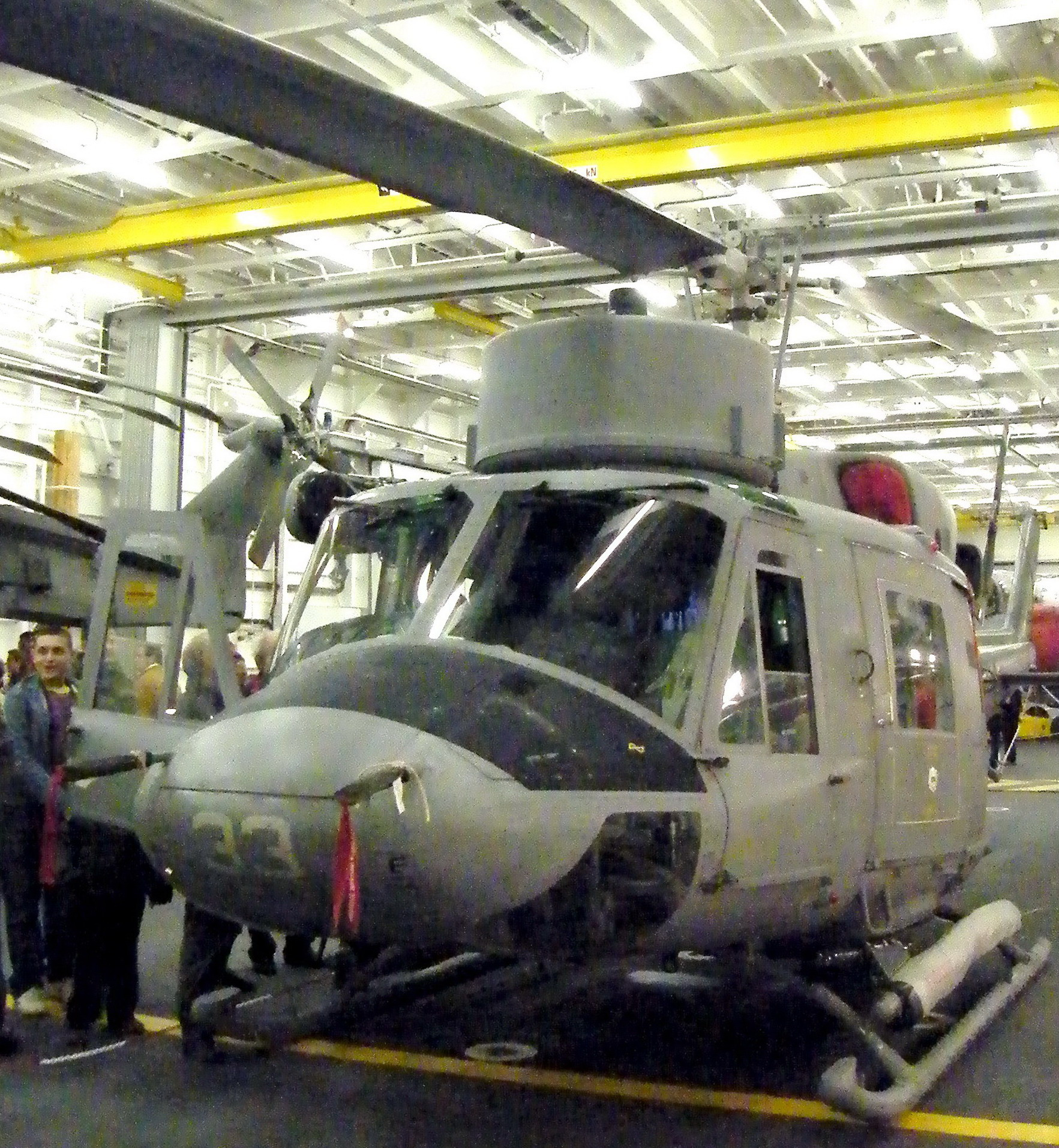
格納庫内のアグスタ-ベル 212ASW

### 輸送揚陸機能
本艦は、軽空母だけでなく、揚陸艦としての機能も有している。居住区には便乗者用スペースも確保されており、標準状態で325名の海兵隊の乗艦が想定されているほか、さらに予備のベッドも用意されている。
格納庫は車両甲板としても転用可能とされており、航空機の代わりに24両のアリエテ主力戦車、あるいは100両の軽車両、あるいは50両の水陸両用装甲兵員輸送車などが搭載可能となっている。右舷中央部と艦尾には、それぞれ60トンまでの車両に対応できるランプが設けられており、RORO機能を発揮できる。
揚陸手段としては、#航空運用機能によるヘリコプター揚陸艦としての運用のほか、上陸用舟艇として艦尾両舷のレセスに計4隻の小型揚陸艇（LCVP）が収容可能である。

### 個艦防御機能

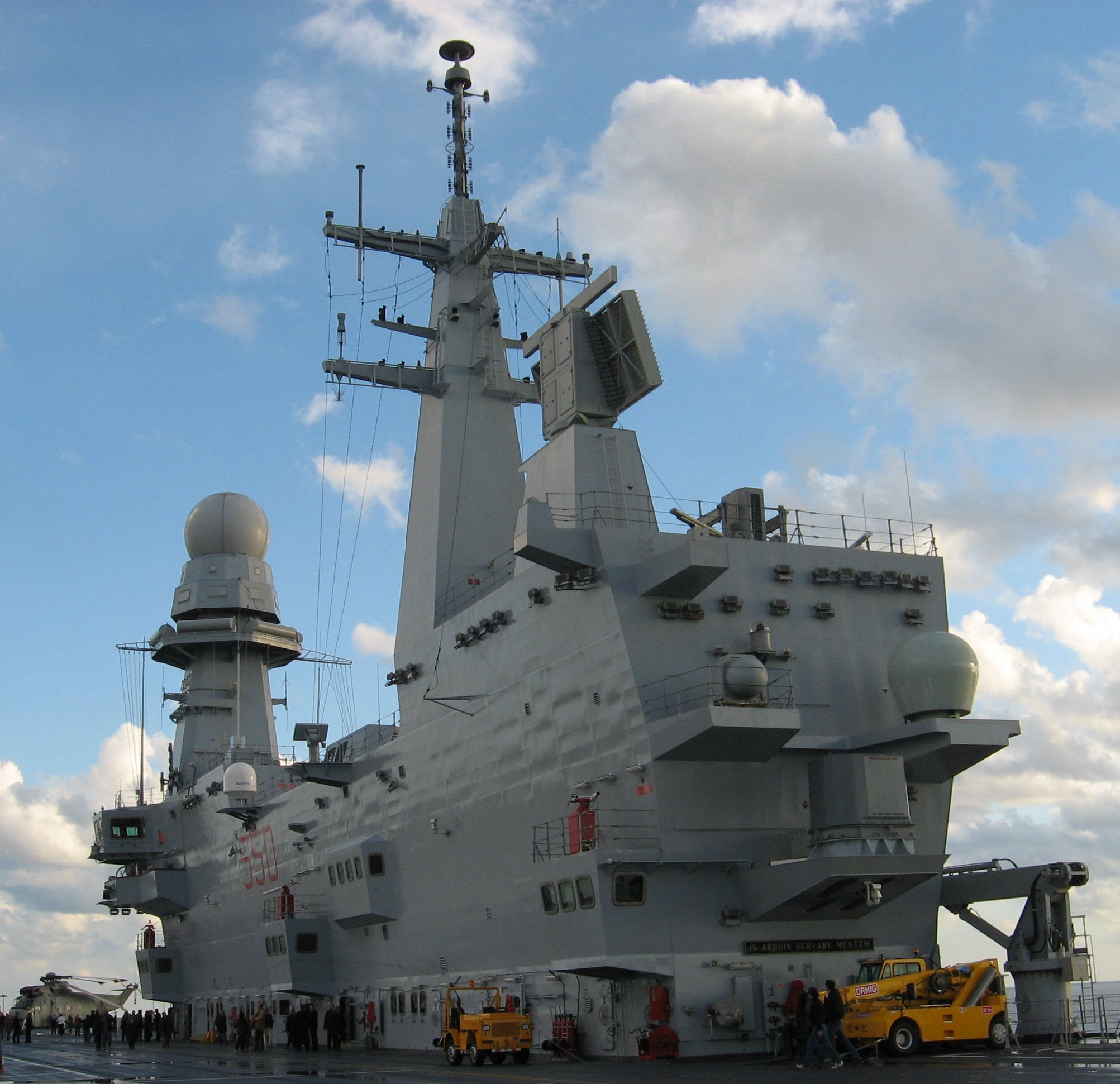
各種アンテナを配した艦橋

「ジュゼッペ・ガリバルディ」は、フリゲート並みとも称される重装備で知られていたが、本艦でもそれは継承され、同規模の艦艇である「フアン・カルロス1世」やいずも型護衛艦などと比較しても高い個艦防御能力を持つ。
防空武器システムとしてはPAAMSを装備しているが、これも個艦防空用の縮小構成となっており、艦対空ミサイルは短射程型のアスター15、シルヴァー VLSも小型のA43型とされており、発射セルはアイランド前方の右舷側の張り出し部と左舷艦尾側に配置されている。レーダーもEMPAR多機能レーダーのみとされドームがアイランド頂部に配置された。他に航空機管制用を兼ねた長距離対空捜索用レーダーとして、SMART-Lの代わりにRAN-40L 3次元レーダーがアイランドに搭載されている。
近接火器としては、イタリア海軍の他の艦と同様、機関砲によるCIWSは装備していないが、替わりにオート・メラーラ 76mmスーパー・ラピッド砲を単装砲塔で艦首側に1基と右舷艦尾側に1基の計2基を搭載する予定とされている。他に同じくオート・メラーラ 25mm機関砲を単装砲架で3基搭載して近接防御に使用する。
水面下にはガリバルディが持っていたような大型のバウ・ソナーは備えていないが、機雷探知用のWASS小型ソナーは装備している。また、対魚雷防御用のSLAT発射機 2基のほか、対ミサイルのソフト・キル用として、標準的なSCLAR-H チャフ・デコイ発射機を2基備えている。

## 比較表
|              |              | いずも型                | ひゅうが型             | カヴール                           | インヴィンシブル級 (改修後)        |
| ------------ | ------------ | ----------------------- | ---------------------- | ---------------------------------- | ---------------------------------- |
| 船体         | 満載排水量   | 24,000 t                | 18,300 t               | 27,100 t                           | 20,710 t                           |
| 船体         | 全長         | 248 m                   | 197.0 m                | 236.5 m                            | 210 m                              |
| 船体         | 最大幅       | 38 m                    | 33 m                   | 39 m                               | 36 m                               |
| 機関         | 方式         | COGAG                   | COGAG                  | COGAG                              | COGAG                              |
| 機関         | 出力         | 112,000 hp              | 100,000 hp             | 118,000 hp                         | 112,000 hp                         |
| 機関         | 速力         | 30 kt                   | 30 kt                  | 28 kt                              | 28 kt                              |
| 兵装         | 砲熕         | ファランクスCIWS×2基    | ファランクスCIWS×2基   | 76mm単装砲×2基                     | CIWS×3基                           |
| 兵装         | 砲熕         | 12.7mm重機関銃×数基     | 12.7mm重機関銃×7基     | 25mm機関砲×3基                     | 20mm機関砲×2基                     |
| 兵装         | ミサイル     | SeaRAM 11連装発射機×2基 | VLS×16セル (ESSM, VLA) | VLS×32セル (アスター15)            | ―                                  |
| 航空運用機能 | 飛行甲板     | 全通飛行甲板            | 全通飛行甲板           | スキージャンプ勾配つき全通飛行甲板 | スキージャンプ勾配つき全通飛行甲板 |
| 航空運用機能 | エレベーター | 2基                     | 2基                    | 2基                                | 2基                                |
| 航空運用機能 | 搭載機数     | ヘリコプター最大14機    | ヘリコプター最大10機   | V/STOL機×8機 ヘリコプター×12機     | ヘリコプター最大22機               |
| 同型艦数     | 同型艦数     | 2隻                     | 2隻                    | 1隻                                | 3隻（退役）                        |

## 艦歴
2010年1月19日、イタリアのハイチ地震救援作戦「白鶴作戦」に派遣された。この作戦のためにカブールは6機のヘリコプターと陸軍、空軍の部隊を輸送した。
2019年7月22日、プッリャ州ターラントのドッグに入渠した。数カ月かけてF-35Bに対応するための改修作業が行われた。
2020年5月、F-35Bの搭載試験を行う米国への出港前に準備訓練を行うことが発表された。
2024年6月1日、母港であるターラント海軍基地を出港し、フリゲート「アルピーノ」などと艦隊を組んで、6月23日から28日にかけてシンガポールに寄港、7月12日から8月2日の間にオーストラリアで開催されたオーストラリア空軍主催の多国間演習「ピッチ・ブラック24」に参加した。8月9日には西太平洋でアメリカ海軍原子力空母「エイブラハム・リンカーン」等とインド太平洋海域では初となる米伊共同演習を実施し、米領グアム島に寄港したのち、同年8月22日に日本の海上自衛隊横須賀基地に「アルピーノ」とともに寄港した。
8月27日に横須賀を出港し、同日から8月29日にかけて、関東南方から沖縄東方に至る訓練海空域おいて実施された日豪伊独仏共同訓練（ノーブル・レイブン24‐3）に「アルピーノ」、 哨戒艦「ライモンド・モンテクッコリ」とともに参加した。海上自衛隊から護衛艦「いずも」、「おおなみ」、潜水艦、P-1哨戒機が参加したほか、オーストラリア海軍駆逐艦「シドニー」 、ドイツ海軍フリゲート「バーデン＝ヴュルテンベルク」、補給艦「フランクフルト・アム・マイン」、フランス海軍フリゲート「ブルターニュ」が参加し、各種戦術訓練（対空戦、実艦的対潜訓練、CROSS DECK等）及び PHOTOEXを実施した。
2025年5月5日から11日にかけて、イオニア海においてイギリス海軍の空母「プリンス・オブ・ウェールズ」を中核とした英空母打撃群（CSG 25）と合同訓練を実施した。参加規模は艦艇21隻、潜水艦3隻、戦闘機41機、ヘリコプター19機、哨戒機10機が参加し、約8,000人の人員が関わる訓練で、主に両国の艦載機であるF-35B「ライトニングⅡ」が、昼夜を問わない飛行訓練を実施したほか、空母打撃群の対ドローン防空能力なども訓練した。また、艦船および潜水艦に関してはターラントとシチリア島の間の海域で対潜戦訓練も実施した。

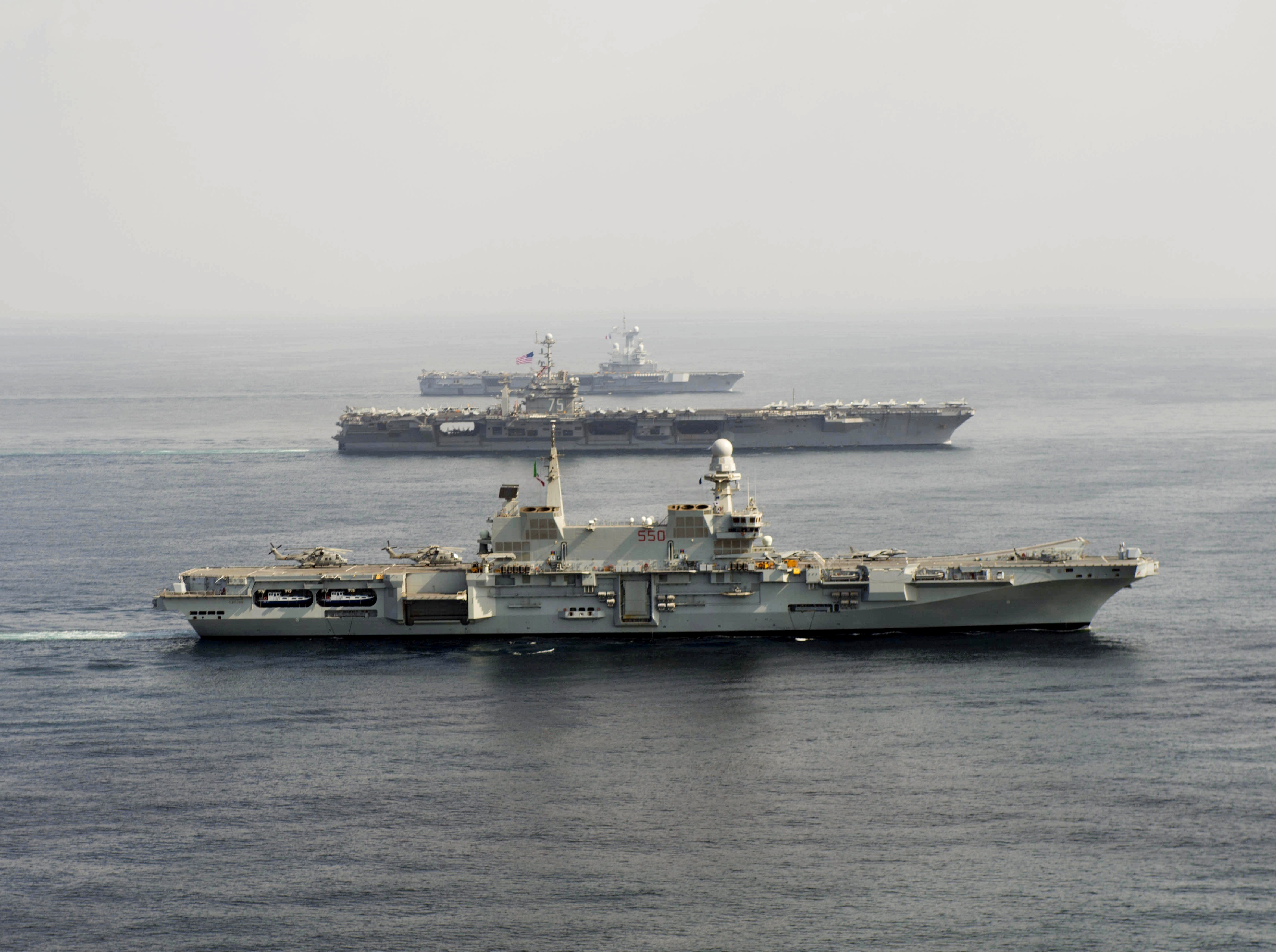
米空母「ハリー・S・トルーマン」、仏空母「シャルル・ド・ゴール」と並走する「カヴール」（手前）
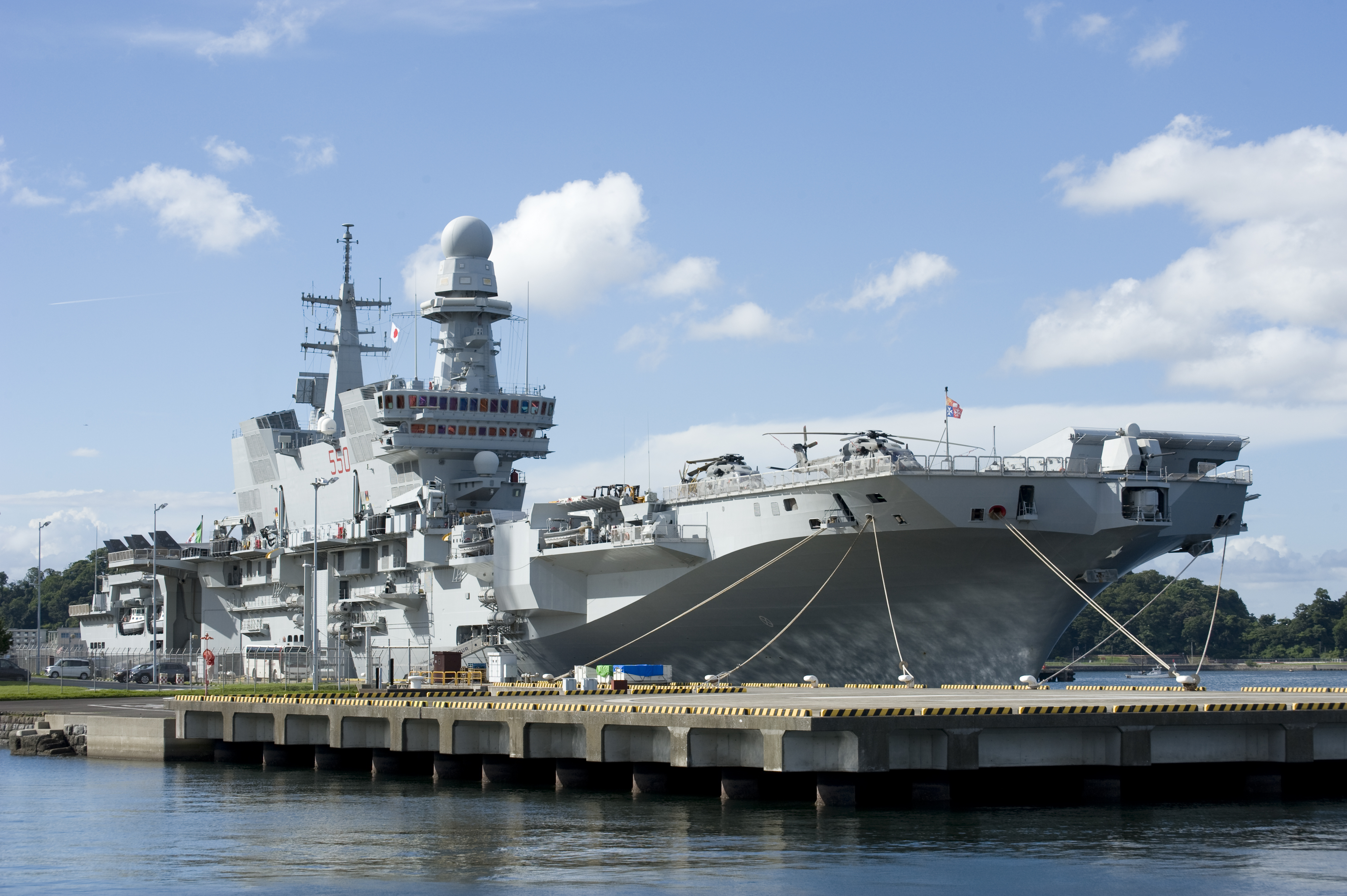
横須賀に寄港中の「カヴール」(2024年8月)
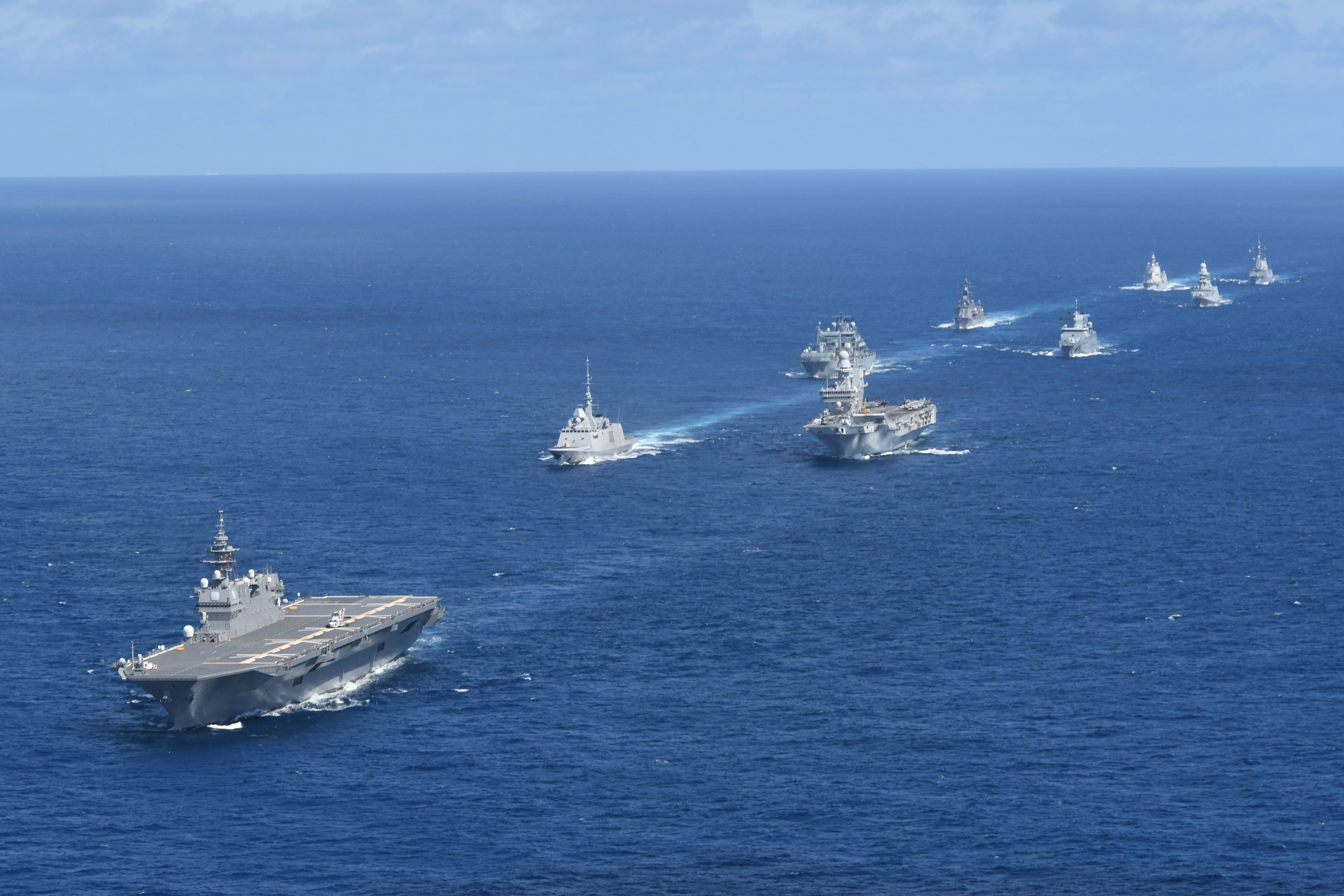
日豪伊独仏共同訓練（ノーブル・レイブン24‐3）に参加中の「カヴール」
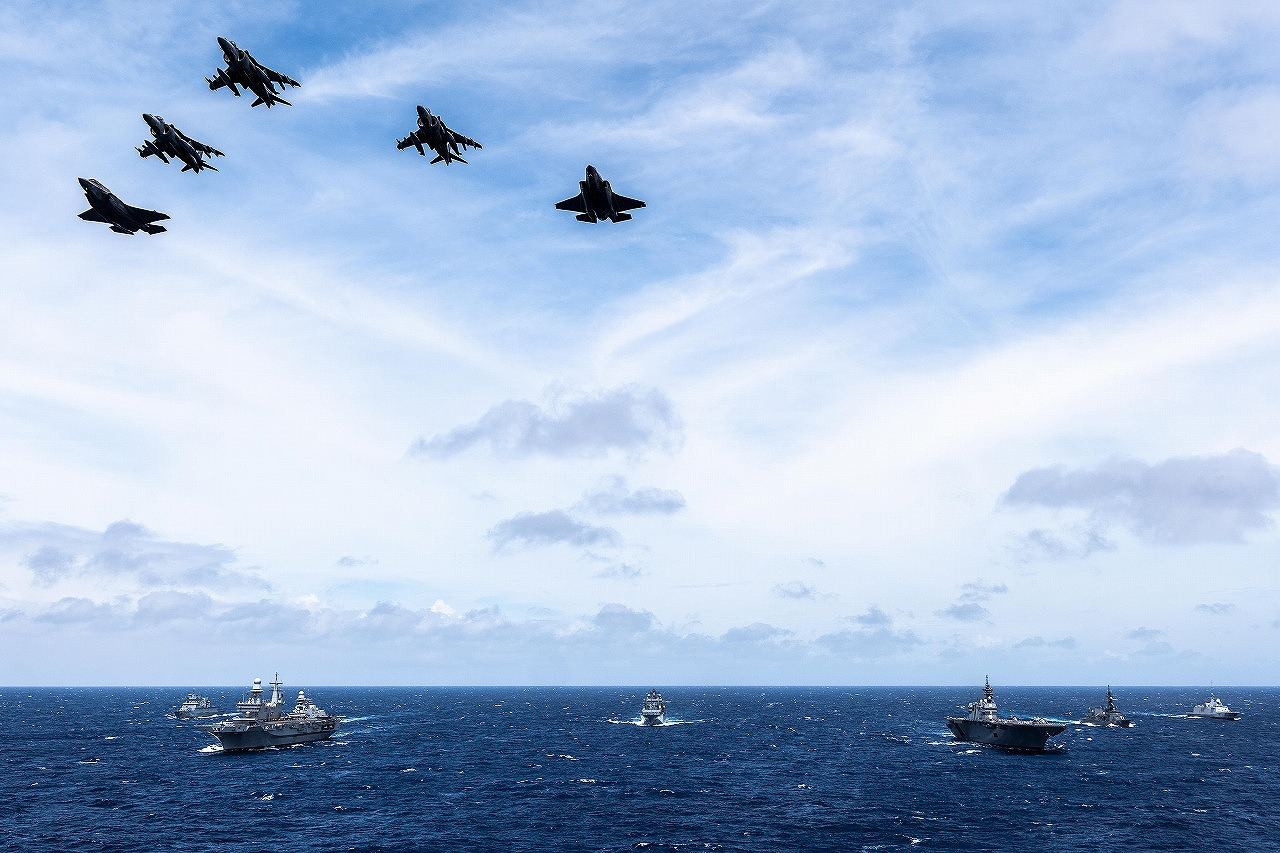
日豪伊独仏共同訓練（ノーブル・レイブン24-3）に参加中の「カヴール」と艦載機